# Opinionsnämnden för massmedier
Opinionsnämnden för massmedier (finska: Julkisen sanan neuvosto) är ett självsaneringsorgan i Finland som förläggarna och journalisterna grundade 1968.
Opinionsnämndens uppgift är att tolka god journalistisk sed samt försvara yttrande- och publiceringsfriheten. Ramen för Opinionsnämndens verksamhet har definierats i grundfördraget, som har undertecknats av alla de samfund som har förbundit sig till självsanering och godkänt dess mål. Massmedieföretagen och journalisterna, som står bakom nämnden, har frivilligt förbundit sig till att utveckla branschens etiska principer och att följa dem. Denna skiljenämnd fungerar som klagoinstans för dem som anser sig kränkta av något inslag i press, radio och TV. Varje medborgare får anföra klagomål hos nämnden.
Nämndens viktigaste påtryckningsmedel är att göra uttalanden om det som klaganden funnit misshagligt. Ifall o. efter att ha undersökt frågan kommer fram till att mediet ifråga har verkat mot god journalistisk sed, ger den en anmärkning som mediet bör publicera inom en kort, utsatt tid. Opinionsnämnden kan även på eget initiativ ta ett ärende, som har stor principiell betydelse, till behandling. Den kan också ge principiella utlåtanden om branschens etiska frågor.
Opinionsnämnden består av en ordförande samt nio medlemmar, av vilka sex företräder sakkunskap inom massmedia samt tre allmänheten. Nämnden utser själv ordförande och de tre företrädarna för allmänheten; dessa får inte vara anställda inom massmedia eller inneha förtroendeuppdrag inom media. En särskild valnämnd, bestående av företrädare för organisationerna bakom nämnden, utser de mediesakkunniga. Opinionsnämnden är ingen domstol och den utövar ingen offentlig makt.

## Ordförande
- Heikki Waris (1969)
- Veli Merikoski (1970–1971)
- Kettil Bruun (1971–1972)
- K. J. Lång (1972–1975)
- Kai Korte (1975–1978)
- Henrik Grönqvist (1978–1990)
- Raimo Pekkanen (1990–1996)
- Kari Lehtola (1996–1999)
- Olli Mäenpää (1999–2003)
- Jacob Söderman (2003–2005)
- Kalevi Kivistö (2005–2007)
- Pekka Hyvärinen (2008–2009)
- Risto Uimonen (2010–2015)
- Elina Grundström (2016–2019)[2]
- Eero Hyvönen (2020–)